# 1849 у літературі

## Події
- Чарлз Дікенс почав друкувати частинами роман «Девід Коперфілд».
- Генрі Девід Торо опублікував есе «Про обов'язок не коритися державі».

## Твори
- Твори Тараса Шевченка:
  - Неначе степом чумаки
  - Сотник
  - За сонцем хмаронька пливе
  - Як маю я журитися
  - Нащо мені женитися?
  - Ой крикнули сірії гуси
  - Якби тобі довелося[1]
  - Заросли шляхи тернами
  - Зацвіла в долині
  - У нашім раї на землі
  - На Великдень, на соломі
  - Було, роблю що, чи гуляю
  - Буває, іноді, старий
  - Хіба самому написать
  - Дурні та гордії ми люди
  - І золотої, й дорогої
  - Ми вкупочці колись росли
  - Готово! Парус розпустили
  - Ми восени таки похожі